# パカラナ
パカラナ Dinomys branickii はテンジクネズミ亜目に属する齧歯類。本種のみでパカラナ属を形成する。

## 分布
コロンビア、ブラジル西部、ベネズエラ西部、ペルー、ボリビア西部

## 形態
体長47.5-51.3cm。尾長14.5-17.4cm。体重13kg。頭部は大型で、体長の25%を占める。全身は黒や暗褐色の粗い体毛で覆われ、体側面に白い斑点が左右に2列ずつ並ぶ。
指趾には頑丈な爪が生える。出産直後の幼獣は体重0.9kg。

## 生態
標高240-3,200mの渓谷や斜面に生息する。夜行性で、昼間は岩の割れ目や地面に空いた穴などで休む。危険を感じると素早く斜面や樹上、穴の中に逃げる。天敵としてオセロットやハナグマなどが挙げられる。
食性は植物食で、やわらかい植物の茎、葉、果実などを食べる。食物を前肢で掴んで採食を行う。
繁殖形態は胎生。妊娠期間は223-283日。1回に平均2.8頭の幼獣を産む。出産間隔は63日。授乳期間は21日。

## 人間との関係
パカラナは現地の言葉で「パカに似た、パカの偽者」の意。
食用やペット用の乱獲などにより生息数は減少している。